# Johan Schimmel
Johan Schimmel (Amsterdam, 7 april 1919 - Den Haag, 23 oktober 1943) was een Nederlandse verzetsstrijder tijdens de Tweede Wereldoorlog.
Schimmel was student economie aan de Vrije Universiteit Amsterdam. Hij verspreidde in het voorjaar van 1942 als lid van de christelijke verzetsgroep De Vonk oranje strooibiljetten in de vorm van een davidster waarop "Jood en Niet-Jood Eén" te lezen stond. Leden stonden boven op het dak van De Bijenkorf en gooiden grote aantallen naar beneden. Schimmel stond op het Damrak zelf en werd met de biljetten in de zak door de SD aldaar gearresteerd. Op 18 mei 1942 werd hij overgebracht naar het concentratiekamp Neuengamme. In december 1942 werd hij in zeer slechte gezondheid, veroorzaakt door ontberingen en mishandelingen, vrijgelaten en ging hij terug naar zijn ouders in Hilversum.
Hier sloot hij zich aan bij de Gooise verzetsgroep De Vliegende Brigade, maar werd in 1943 vanwege zijn verzetswerk gearresteerd. Ditmaal werd hij samen met zeven medeleden ter dood veroordeeld en 's ochtends vroeg van de gevangenis van Scheveningen overgebracht naar de duinen op de Waalsdorpervlakte waar ze werden gefusilleerd.
Na de oorlog werd hij herbegraven op erebegraafplaats Overveen te Bloemendaal.

## Eerbetoon
- Zijn naam staat vermeld op de Erelijst van Gevallenen 1940-1945.[2]